# Narthecusa ugandensis
Narthecusa ugandensis là một loài bướm đêm trong họ Geometridae.